# Centimeter
En centimeter är en måttenhet som motsvarar en hundradels meter. 
I svenska språket är ordet "centimeter" belagt sedan 1813, där prefixet centi- betyder en hundradel. Måttenheten har beteckningen "cm". Det är ett längdmått som är ungefär lika långt som en vuxen människas lillfingernagel. Centimetern är en måttenhet inom metersystemet och tillämpas av de flesta nationer, inklusive alla industrialiserade nationer med USA som enda undantag.
Centimeter är en multipelenhet till SI-enheten meter. I CGS-systemet användes centimeter även som mått på kapacitansen hos kondensatorer, 1 cm = 1,11 pF.